# Wielki Nierodzim
Wielki Nierodzim – jezioro w woj. zachodniopomorskim, w powiecie wałeckim, w gminie Mirosławiec, leżące na terenie Pojezierza Wałeckiego.

## Dane morfometryczne
Powierzchnia zwierciadła wody według różnych źródeł wynosi od 20,41 ha (lustra wody) przez 21,0 ha lub 25,2 ha do 26,41 ha (ogólna).
Zwierciadło wody położone jest na wysokości 121,1 m n.p.m. lub 120,6 m n.p.m. Średnia głębokość jeziora wynosi 4,9 m, natomiast głębokość maksymalna 10,0 m.

## Hydronimia
Dane z państwowego rejestru nazw geograficznych podają Wielki Nierodzim jako urzędową nazwę tego jeziora. Według spisu opracowanego przez Komisję Nazw Miejscowości i Obiektów Fizjograficznych (KNMiOF) nazwa tego jeziora to Nieradzino Duże. W różnych publikacjach i na mapach topograficznych jezioro to występuje pod nazwą Nieradź.
Dane z państwowego rejestru nazw geograficznych podają oboczne nazwy tego jeziora: Duże Nieradzino; Nieradz; Nieradzino Duże; Nieradź; Nieradź Wielki; Nierodzim.